# أندرو ريتشموند
أندرو ريتشموند (بالإنجليزية: Andrew Richmond) هو سياسي نيوزلندي، ولد في 1832، وتوفي في 15 نوفمبر 1880. انتخب عضو مجلس النواب نيوزيلندا.